# (9499) Excalibur
(9499) Excalibur (1269 T-2) – planetoida z pasa głównego asteroid okrążająca Słońce w ciągu 5,05 lat w średniej odległości 2,94 j.a. Odkryta 29 września 1973 roku.